# Distretto di Khargone
Il distretto di Khargone (un tempo noto come distretto del Nimar Occidentale) è un distretto del Madhya Pradesh, in India, di 1 529 954 abitanti. È situato nella divisione di Indore e il suo capoluogo è Khargone.